# Glen Ellyn, Illinois
Glen Ellyn là một làng thuộc quận DuPage, tiểu bang Illinois, Hoa Kỳ. Năm 2010, dân số của làng này là 27450 người.

## Dân số
Dân số qua các năm:
- Năm 2000: 26999 người.
- Năm 2010: 27450 người.